# Makinoa
Makinoa je monotipski rod jetrenjarki smješten u vlastiti podred Makinoiineae i porodicu Makinoaceae, dio reda Fossombroniales. Porodica je opisana 1943., a ime je dobila po rodu Makinoa.
Jedina vrsta je M. crispata iz istočne Azije.

## Sinonimi
- Pellia crispata Steph., bazionim
- Symphyogyna gigantea Steph.